# Roland Tilipsky
Roland Tilipsky est un footballeur français né le 3 décembre 1919 à Przemyśl (Pologne) et mort le 18 janvier 1995 à Bordeaux.

## Biographie
Né en Pologne en 1919, il arrive en France dix ans plus tard. Sa famille s'installe en Lot-et-Garonne puis deux ans plus tard à Bacalan, où son père est embauché à la raffinerie Saint-Rémi.
Il pratique le football au Bordeaux Athlétique Club et remporte le titre de Champion du sud-ouest en catégorie junior à 15 ans. 
Naturalisé Français en 1939, il échappe au STO en se faisant embaucher aux Pompiers du Port de Bordeaux.
Pratiquant également le cyclisme,, il participe au Championnat de France sur route des amateurs et indépendants en 1939.
En 1945, il devient professionnel en signant au FC Nancy qui évolue en D2. Son salaire étant peu élevé, il devient gérant d'un bar près du stade Marcel-Picot. Le club remporte son groupe et est promu en D1. Le 18 août 1946, pour son premier match en D1, il inscrit un sextuplé face au Stade rennais. 
Il porte ensuite les couleurs de Nice (1947-1948) avec qui il remporte le championnat de France de D2 en 1948, inscrivant 20 buts en championnat. Il signe ensuite au SO Montpellier (1948-1949) puis évolue à Strasbourg (1949-1950) et à Toulon (1950-1951). Il termine sa carrière en amateur au sein des Girondins de Bordeaux.
Après sa carrière, il devient docker et également entraîneur au Bordeaux Athlétique Club.

## Palmarès
- Championnat de France D2 (1)
  - Champion en 1948 avec l'OGC Nice